# DDR-Badmintonmeisterschaft 1976
Die DDR-Badmintonmeisterschaft 1976 fand vom 8. bis zum 9. Mai 1976 in Zwickau statt. Es war die 16. Austragung der Titelkämpfe.

## Medaillengewinner
| Disziplin    | Gold                                                        | Silber                                               | Bronze                                                   |
| ------------ | ----------------------------------------------------------- | ---------------------------------------------------- | -------------------------------------------------------- |
| Herreneinzel | Edgar Michalowski (Einheit Greifswald)                      | Jürgen Richter (HSG DHfK Leipzig)                    | Klaus Müller (Einheit Greifswald)                        |
| Herreneinzel | Edgar Michalowski (Einheit Greifswald)                      | Jürgen Richter (HSG DHfK Leipzig)                    | Detlef Sprenger (EBT Berlin)                             |
| Dameneinzel  | Monika Cassens (SG Gittersee)                               | Angela Michalowski (Einheit Greifswald)              | Christine Zierath (Einheit Greifswald)                   |
| Dameneinzel  | Monika Cassens (SG Gittersee)                               | Angela Michalowski (Einheit Greifswald)              | Astrit Schreiber (Aktivist Niederwürschnitz)             |
| Herrendoppel | Erfried Michalowsky Edgar Michalowski (Einheit Greifswald)  | Jürgen Richter Gerd Pigola (HSG DHfK Leipzig)        | Matthias Röder Volker Herbst (HSG DHfK Leipzig)          |
| Herrendoppel | Erfried Michalowsky Edgar Michalowski (Einheit Greifswald)  | Jürgen Richter Gerd Pigola (HSG DHfK Leipzig)        | Frank Mothes Wolfgang Pasler (Aktivist Niederwürschnitz) |
| Damendoppel  | Christine Zierath Angela Michalowski (Einheit Greifswald)   | Renate Thurow Ilona Michalowsky (Einheit Greifswald) | Katrin Rost Brigitte Schröder (Einheit Greifswald)       |
| Damendoppel  | Christine Zierath Angela Michalowski (Einheit Greifswald)   | Renate Thurow Ilona Michalowsky (Einheit Greifswald) | Christel Sommer Beate Herbst (HSG DHfK Leipzig)          |
| Mixed        | Erfried Michalowsky Angela Michalowski (Einheit Greifswald) | Claus Cassens Monika Cassens (SG Gittersee)          | Klaus Müller Renate Thurow (Einheit Greifswald)          |
| Mixed        | Erfried Michalowsky Angela Michalowski (Einheit Greifswald) | Claus Cassens Monika Cassens (SG Gittersee)          | Edgar Michalowski Christine Zierath (Einheit Greifswald) |